# U-18 Junior World Cup 2005
U-18 Junior World Cup 2005 var en ishockeyturnering öppen för manliga ishockeyspelare under 18 år. Turneringen spelades mellan 9 och 14 augusti 2005 i Breclav och Hodonín, Tjeckien samt i Piešťany, Slovakien. Turneringen slutade med att Kanada erövrade sin elfte guldmedalj, genom att vinna över Tjeckien i finalen med 5-3. Finland erövrade bronsmedaljerna i turneringen genom att vinna i bronsmatchen över Ryssland med 2-3, matchen avgjordes först efter övertid och straffslag.

## Gruppindelning
De åtta deltagande nationerna är indelade i två grupper:
- Grupp A i Břeclav och Hodonín, Tjeckien:  Sverige,  Kanada,  Schweiz, och  Tjeckien
- Grupp B i Piešťany, Slovakien:  Finland,  Ryssland,  USA och  Slovakien

### Gruppspel A
| Datum           | Match              | Res.  | Perioder      | Spelort |
| --------------- | ------------------ | ----- | ------------- | ------- |
| 9 augusti 2005  | Kanada - Schweiz   | 5 - 3 | 1-0, 1-1, 3-2 | Hodonín |
| 9 augusti 2005  | Tjeckien - Sverige | 2 - 1 | 0-1, 1-0, 1-0 | Breclav |
| 10 augusti 2005 | Sverige - Kanada   | 0 - 4 | 0-1, 0-3, 0-0 | Breclav |
| 10 augusti 2005 | Tjeckien - Schweiz | 4 - 3 | 3-2, 0-1, 0-0 | Hodonín |
| 11 augusti 2005 | Schweiz - Sverige  | 1 - 2 | 0-0, 1-0, 0-2 | Breclav |
| 11 augusti 2005 | Tjeckien - Kanada  | 2 - 6 | 0-3, 0-2, 2-1 | Hodonín |

| Grupp A  | Matcher | Vunna | Oavgjorda | Förlorade | Mål  | Poäng |
| -------- | ------- | ----- | --------- | --------- | ---- | ----- |
| Kanada   | 3       | 3     | 0         | 0         | 15-5 | 9     |
| Tjeckien | 3       | 2     | 0         | 1         | 9-10 | 6     |
| Sverige  | 3       | 1     | 0         | 2         | 3-7  | 3     |
| Schweiz  | 3       | 0     | 1         | 2         | 7-12 | 0     |

### Gruppspel B
| Datum           | Match                | Res.  | Perioder      | Spelort  |
| --------------- | -------------------- | ----- | ------------- | -------- |
| 9 augusti 2005  | USA - Finland        | 2-2   | 1-1, 0-1, 1-0 | Piešťany |
| 9 augusti 2005  | Slovakien - Ryssland | 3 - 5 | 1-1, 2-2, 0-2 | Piešťany |
| 10 augusti 2005 | Ryssland - USA       | 5 - 2 | 2-1, 1-0, 2-1 | Piešťany |
| 10 augusti 2005 | Slovakien - Finland  | 0 - 3 | 0-1, 0-0, 0-2 | Piešťany |
| 11 augusti 2005 | Finland - Ryssland   | 1 - 3 | 0-0, 1-2, 0-1 | Piešťany |
| 11 augusti 2005 | Slovakien - USA      | 2 - 6 | 0-3, 0-2, 2-1 | Piešťany |

| Grupp A   | Matcher | Vunna | Oavgjorda | Förlorade | Mål   | Poäng |
| --------- | ------- | ----- | --------- | --------- | ----- | ----- |
| Ryssland  | 3       | 3     | 0         | 0         | 13-6  | 9     |
| Finland   | 3       | 2     | 0         | 1         | 10-11 | 6     |
| USA       | 3       | 1     | 0         | 2         | 7-11  | 3     |
| Slovakien | 3       | 0     | 0         | 3         | 2-12  | 0     |

## Finalomgång
| Datum                 | Match               | Res.  | Periodres.                     | Spelort  |
| --------------------- | ------------------- | ----- | ------------------------------ | -------- |
| Placeringsmatcher 5-8 |                     |       |                                |          |
| 13 augusti 2005       | Slovakien - Sverige | 3 - 2 | 0-0, 2-0, 1-2                  | Piešťany |
| 13 augusti 2005       | USA - Schweiz       | 4 - 2 | 1-1, 2-2, 1-0                  | Breclav  |
| Semifinal             |                     |       |                                |          |
| 14 augusti 2005       | Kanada - Finland    | 3 - 2 | 1-0, 1-0, 1-2                  | Piešťany |
| 14 augusti 2005       | Ryssland - Tjeckien | 2 - 3 | 1-2, 1-0, 0-0, 0-0, 0-1 e.str. | Breclav  |
| Match om 5-6 plats    |                     |       |                                |          |
| 14 augusti 2009       | Slovakien - USA     | 1 - 8 | 0-3, 0-0, 1-5                  | Piešťany |
| Match om 7-8 plats    |                     |       |                                |          |
| 14 augusti 2009       | Sverige - Schweiz   | 4 - 2 | 0-1, 3-1, 1-0                  | Piešťany |
| Bronsmatch            |                     |       |                                |          |
| 14 augusti 2009       | Ryssland - Finland  | 2 - 3 | 0-0, 2-1, 1-0, 0-0, 0-1 e.str. | Breclav  |
| Final                 |                     |       |                                |          |
| 14 augusti 2009       | Kanada - Tjeckien   | 5 - 3 | 1-0, 3-1, 1-2                  | Breclav  |

## Slutställning
| U-18 Junior World Cup 2005 | U-18 Junior World Cup 2005 |
| -------------------------- | -------------------------- |
| Guld                       | Kanada                     |
| Silver                     | Tjeckien                   |
| Brons                      | Finland                    |
| 4.                         | Ryssland                   |
| 5.                         | USA                        |
| 6.                         | Slovakien                  |
| 7.                         | Sverige                    |
| 8.                         | Schweiz                    |